# یک هلو و هزار هلو
یک هلو هزار هلو نام داستانی فراواقع‌گرا برای نوجوانان، نوشتهٔ صمد بهرنگی است. این داستان در بهار سال ۱۳۴۸ انتشار یافت.
یک هلو هزار هلو داستان روایت زندگی یک درخت هلو است که به بار نمی‌نشیند و باغبان او را به قطع کردن با اره می‌ترساند، ولی پیش از این که این اتفاق بیفتد درخت هلو داستان رویش و جوانه زدنش را تعریف می‌کند.